# Hechtia texensis
Hechtia texensis är en gräsväxtart som beskrevs av Sereno Watson. Hechtia texensis ingår i släktet Hechtia och familjen Bromeliaceae. Inga underarter finns listade i Catalogue of Life.

## Bildgalleri

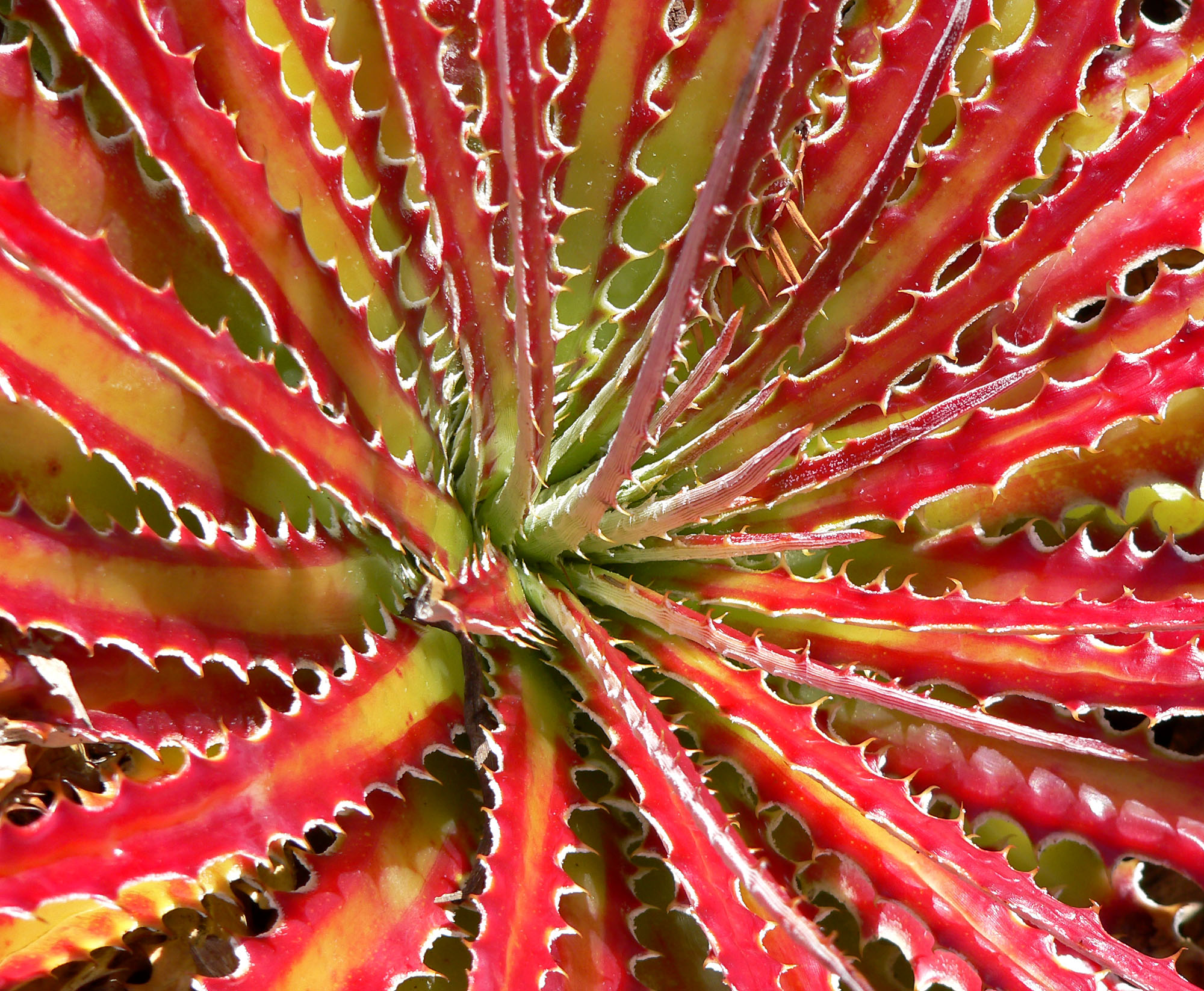